# Repubblica Sovietica del Don
La Repubblica Sovietica del Don (in russo: Донская Советская Республика) fu uno Stato bolscevico nell'Oblast' dell'armata del Don nato quando i cosacchi abbandonano il Don e si rifugiano nella Repubblica Popolare del Kuban' di fronte all'avanzata bolscevica dopo la rivoluzione d'ottobre. I cosacchi avevano preso il controllo della regione il 10 dicembre 1917 al comando di Aleksej Maksimovič Kaledin.
Furono nazionalizzate le imprese, ed il suo presidente fu Fëdor Podtëlkov, Michail Krivošlykov fu presidente della CEC, e V.S. Kovalev ministro. Per la Difesa della Repubblica fu istituito un comitato di emergenza e presieduto dal generale Grigorij Ordžonikidze.
Dopo l'occupazione di Rostov e Novočerkassk il 17 aprile da parte dei cosacchi del generale Pëtr Nikolaevič Krasnov la Repubblica Sovietica del Don virtualmente cessò di esistere, ma il suo governo si spostò prima a Caricyn, quindi a Velikoknjažeskaja ed resistette fino alla fine di giugno. Il 30 settembre 1918 il Soviet Supremo decise di liquidare la Repubblica.
I cosacchi vi fondarono la Repubblica del Don.